# Vignoble de Besançon
 (janvier 2021).
Le vignoble de Besançon est un ancien vignoble français autour de Besançon dans le Doubs, en Bourgogne-Franche-Comté. 

## Historique
La région de Besançon (Jura, Doubs, Haute-Saône, de l'ancienne séquanie ou Comté de Bourgogne) exploite des vignes depuis l’ère celtique et gauloise. Sa réputation et ses exportations par commerce fluvial et maritime dépassent les frontières de Gaule (Grèce antique, empire romain, bassin méditerranéen). 
En 1161 un chroniqueur signale la qualité des vins de la cité de Besançon (en 1122, la région compte quelques grands crus renommés, à Ornans, Ronchamp, Gy (Château de Gy, résidence historique des évêques et archevêques de Besançon), le vignoble de La Motte à Vesoul, le Gradion de Chariez
En 1289 lors du siège de la ville, l'empereur du Saint-Empire germanique Rodolphe Ier de Habsbourg fait arracher le vignoble. Il est replanté en ville, et sur la rive droite de la boucle du Doubs (Battant notamment). Il est organisé sous forme de clos ou parcelles, classés selon leur exposition, à la façon des climats bourguignons, séparés par de longs murgers entre les parcelles, pour couper les pentes de la culture en terrasses. Le Parlement de Besançon encourage avec le temps, la culture des meilleurs cépages nobles, avec pour le vin blanc, Chasselas, et Savagnin, et pour le vin rouge, trousseau, poulsard, et pinot noir de Bourgogne (Noirien). Il tente de limiter par de nombreux édits, l'exploitation de moindre qualité des gamay, melon, enfariné, maldoux. Le monde viticole est organisé en confrérie, et bénéficie de la protection des saints patrons locaux saint Vernier et saint Vincent. 
Dès 1452 le Parlement de Besançon fixe des taxes sur le vin, en fonction de trois degrés de qualité, ordinaires et vins renommés, en Basses, Moyennes et Hautes-Côtes, avec des crus réputés dont les Hautes-costes de Ragot, les Trois-Châtels ou Tuffet.

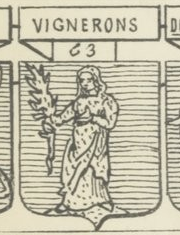
Armoiries de la confrérie de Saint-Vernier ; D'azur à un Saint Vernier d'or, tenant dans sa main une palme de même.

Aux XVIe et XVIIe siècles le vignoble de Besançon et de Franche-Comté s'étend, sous le nom évoqué de « vignoble des clercs et des nobles ». En 1522, un édit du Parlement de Besançon précise : « le vignoble est la vraie substance de la cité » avec 15 % du territoire communal qui lui est consacré. En 1575, le plan de la ville montre que le vignoble occupe toutes les pentes des sept collines qui entourent La Boucle (à l'exception du sommet de Bregille et de la colline du Fort de Chaudanne), avec pour noms de parcelles : clos de Battant, Bas de Charmon et d'Arênes, la petite Gisey, Bregille, Ragots, Trochaté etc. 
Entre 1634 et 1644, la Guerre de Dix Ans (Franche-Comté) du roi Louis XIV, contre la Maison de Habsbourg en Espagne (héritière et suzeraine du Comté de Bourgogne, territoires héréditaires des Habsbourg, évolution territoriale des possessions des Habsbourg) anéantit le vignoble et une importante partie de la population qui le cultive.
Aux XVIIe et XVIIIe siècles, la viticulture de Besançon (1 500 hectares) et de la région (20 000 hectares), renaît et connait son âge d'or. Surnommées le « vignoble des Messieurs », les vignes appartiennent à quelque centaine de propriétaires parmi le Clergé, la noblesse, la bourgeoisie urbaine, qui en tirent des revenus substantiels, en exploitant plusieurs milliers de journaliers et de vignerons, pauvres et mal nourris.
De 1790 à 1880, à la suite de la Révolution française, et à la vente des biens nationaux, le vignoble est acquis presque entièrement sous forme de petites propriétés par la bourgeoisie et est surnommé « Le vignoble des bourgeois ». Dans les années 1780, la ville compte 1 700 hectares de vignoble, principalement à Bregille, Battant, Viotte et Chaudanne. En 1824, les collines autour de la ville sont couvertes de 1 600 hectares de vigne. Le vignoble de la région voit un pic d’extension sous le Premier Empire en 1808, avec 25 900 hectares.
Cinq sortes de vins étaient alors produites : le blanc, le noir (ou rouge), le clairet (mélange vins blancs et noirs), le vin gros (de basse qualité) et l’hypocras (vin sucré et épicé). Cette production est soumise, au début du XIXe siècle, à une vive concurrence, avec l’ouverture du canal du Rhône au Rhin, qui favorise la commercialisation des vins du Midi, de bonne qualité et peu onéreux.
Dès 1851 des maladies de la vigne (oïdium, mildiou, puis surtout le phylloxéra issu des États-Unis en 1882) dévastent le vignoble de Besançon (et de France) en moins de 15 ans, et ruinent lourdement le monde viticole, avec 1 200 hectares en 1830, 600 hectares en 1900, 151 hectares en 1929, 120 hectares en 1920. 
À la fin du XIXe siècle, Alexis Millardet (1838-1902, ampélographe jurassien), développe l'hybridation de porte-greffe américain, naturellement résistant au phylloxéra, et le traitement à la bouillie bordelaise. Le vignoble français renaît progressivement sur une sélection de ses meilleurs territoires, avec entre autres quelque 2 000 hectares du vignoble du Jura, et de nouvelles méthodes d'exploitation et de taille adaptées. La reconstitution du vignoble longue, coûteuse et hasardeuse, est stoppée par la Première Guerre mondiale, qui décime la population, et décourage ceux qui reviennent et trouvent des vignes en friche. Le développement du transport fluvial, puis ferroviaire développe l'importation en grande quantité de vin bon marché du sud de la France. 
Au début du XXe siècle, des cartes postales montrent encore des paysages de vignobles, avec 158 hectares en 1914, et 4 hectares en 1963. L'ancien vignoble est gagné par l'urbanisation, ou par la friche, à l'exception de quelques parcelles anecdotiques de particuliers. Quelques rares vestiges subsistent de l'importante période viticole passée : cabordes, murets de pierre sèche, murgers, maisons vigneronnes, demeures de bourgeois vignerons, Château de Gy (résidence historique des évêques et archevêques de Besançon, importants propriétaires de vigne de Besançon), quelques noms de rue ou de commune évocateurs : Chemin sous les Vignes, Pouilley-les-Vignes (commune de Grand Besançon Métropole).

### Réhabilitation expérimentale du vignoble
Depuis le 18 mai 2010, plusieurs associations de Besançon, dont les Terrasses des collines bisontines et d'ailleurs, l'Association des jardins familiaux, l'Association pour le renouveau de la viticulture à Besançon, ont replanté et cultivent une vigne municipale expérimentale, avec le concours des services municipaux des espaces verts de Besançon, dans l'optique possible d'un renouveau du vignoble de Besançon, « pour établir un lien avec le long et riche passé viticole de la ville ».
Ce projet s'inscrit dans un programme municipal global environnemental, culturel, pédagogique, et de valorisation des flancs de collines en friche de la vallée du Doubs.

Clos des Equeugniers, vigne municipale expérimentale de 2010, pour le renouveau du vignoble de Besançon
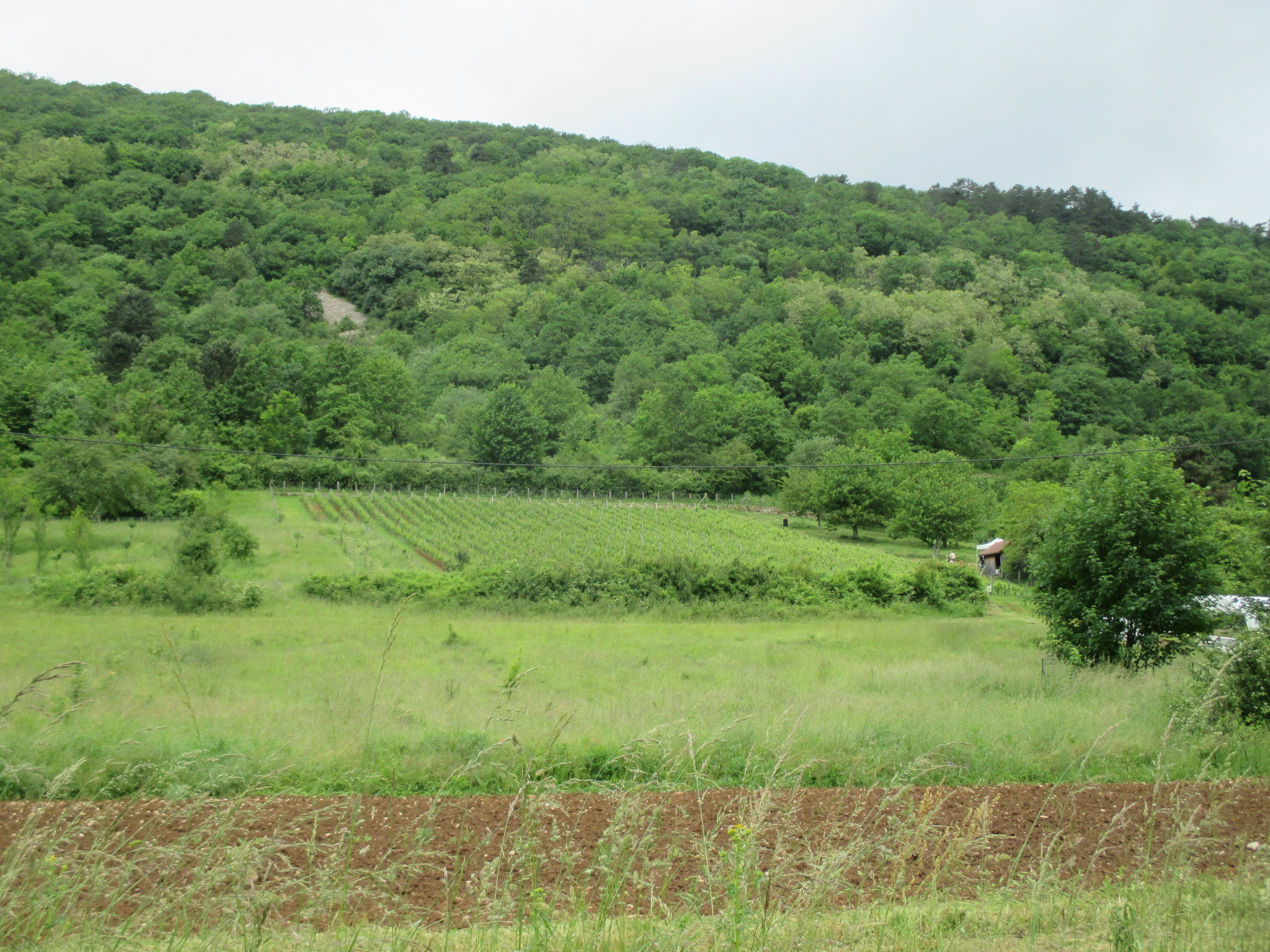
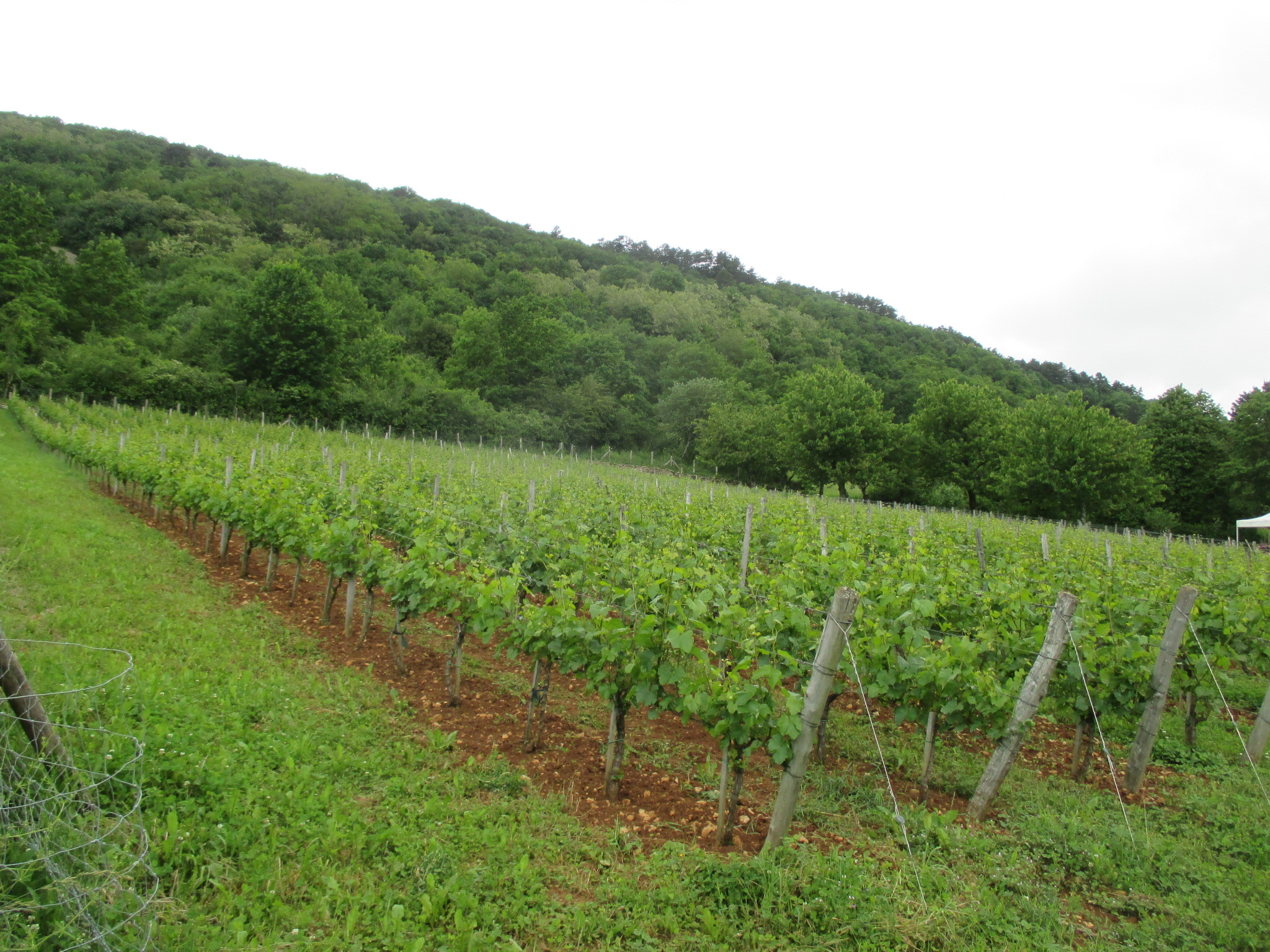
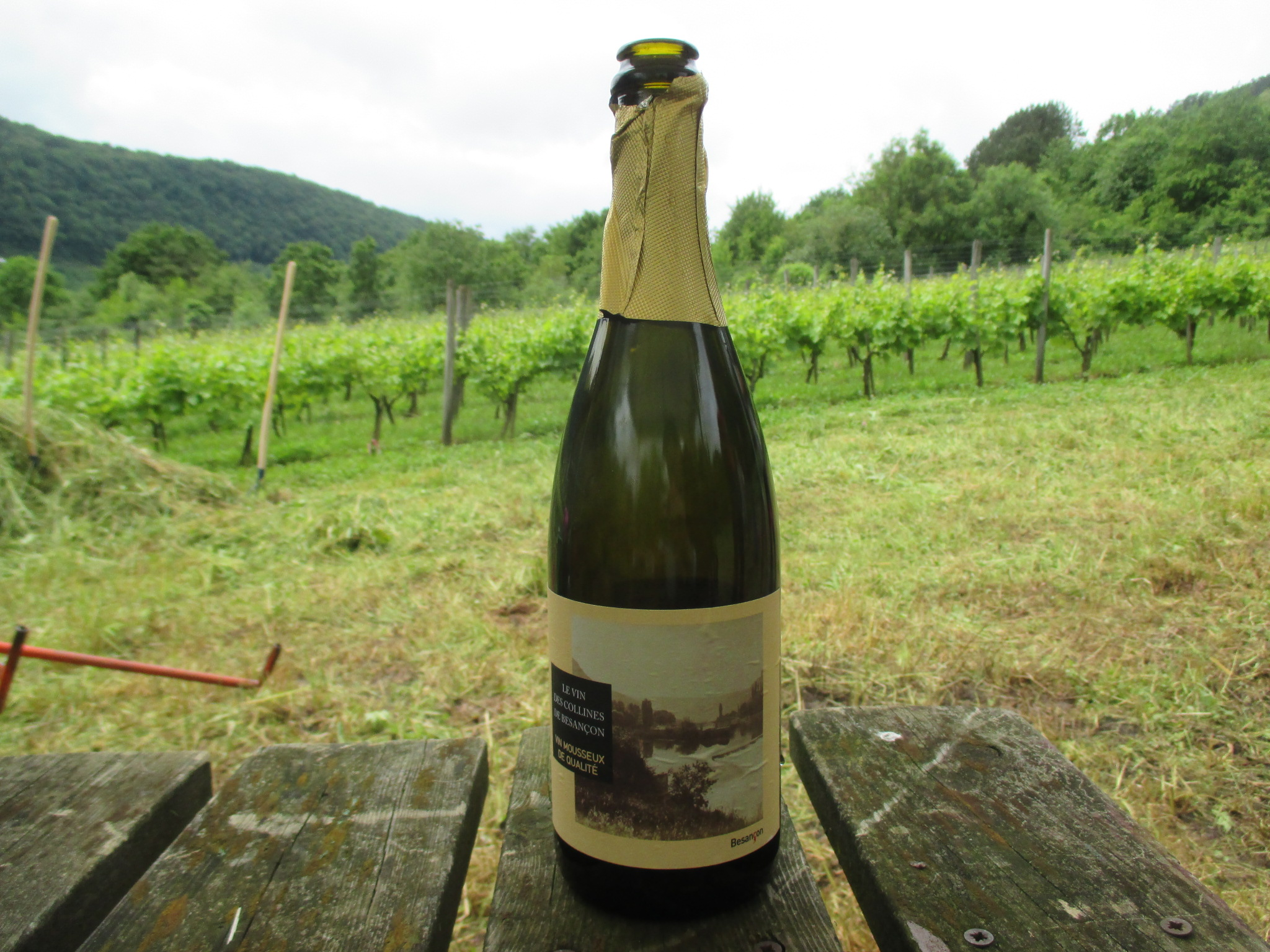
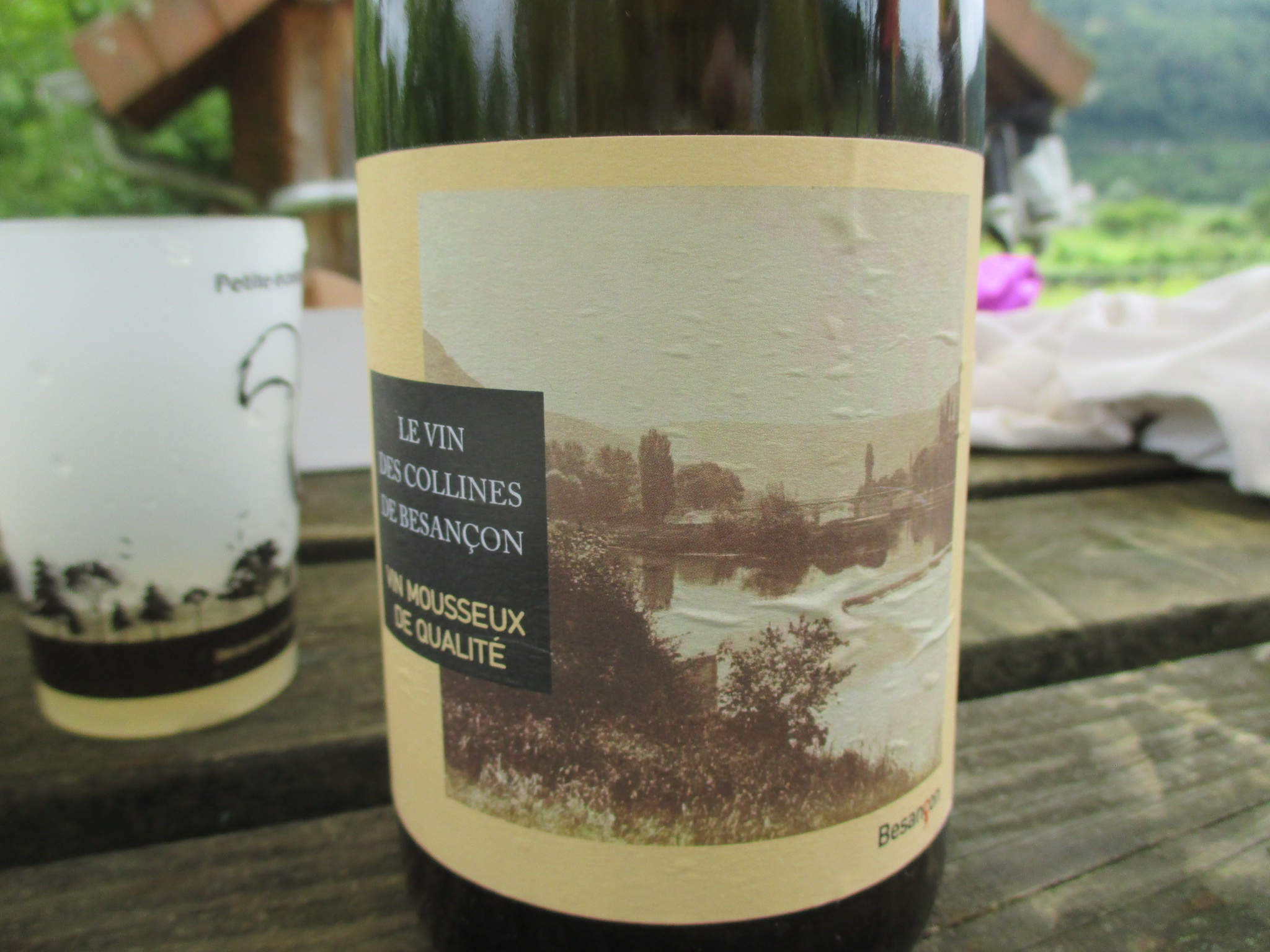

#### Géographie
Le Clos des Equeugniers, représente 30 ares, soit 1 800 plants sur 3 000 m2, de terrains municipaux en friche, d'anciennes vignes, de Port Douvot (quartier Velotte), au lieu-dit « Les Equeugniers », sur les bords du Doubs, sur les contreforts du Fort de Planoise. Le sol argilo-calcaire est bien drainé, sur un coteau exposé sud-sud-est, qui bénéficie d'un taux d'ensoleillement maximum de 7 h du matin à 7 h du soir. 

#### Encépagement
L'encépagement est fait de chardonnay (1 500 m2), pinot noir (1 000 m2), trousseau (500 m2), chasselas (quelques pieds anecdotiques), pas de savagnin inadapté au terroir.

#### Conduite
Le suivi viticole et vinification par Géraud Fromont, vigneron au domaine des Marnes Blanches, à Cesancey (vignoble du Jura).
Les vignes sont conduites en viticulture biologique, selon les méthodes du vignoble du Jura et de façon traditionnelle : enherbement, piochage entre les pieds, travail de la vigne au cheval de trait comtois, traitement à la bouillie bordelaise et tisanes de plantes (sans pesticide ni herbicide de synthèse)

#### Production
La première vendange est faite en 2013, vinifiée en vin mousseux, avec un premier rendement de jeune vigne de trois ans d'âge de 40 hectolitres par hectare, soit 1 200 litres de rouge et de blanc, réservés pour les vins d'honneur de la municipalité de Besançon.

## Vestiges et patrimoine

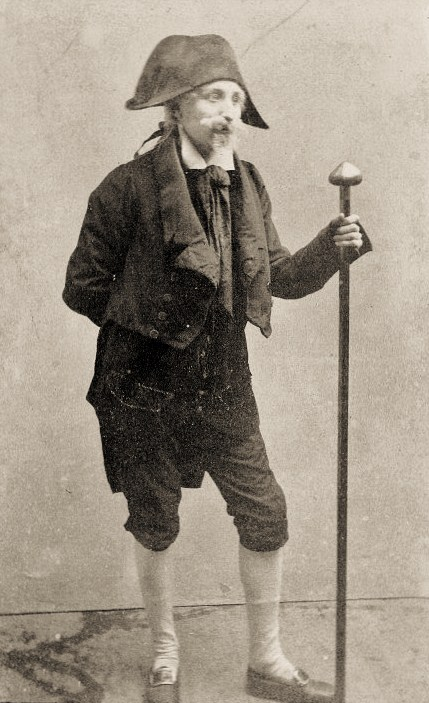
Le vigneron Barbizier du folklore bisontin, vers 1890.

- Cabordes de Besançon, classées aux monuments historiques (liste des monuments historiques de Besançon) : caborde de Chaudanne, caborde des Montboucons, caborde de Planoise, caborde de Velotte

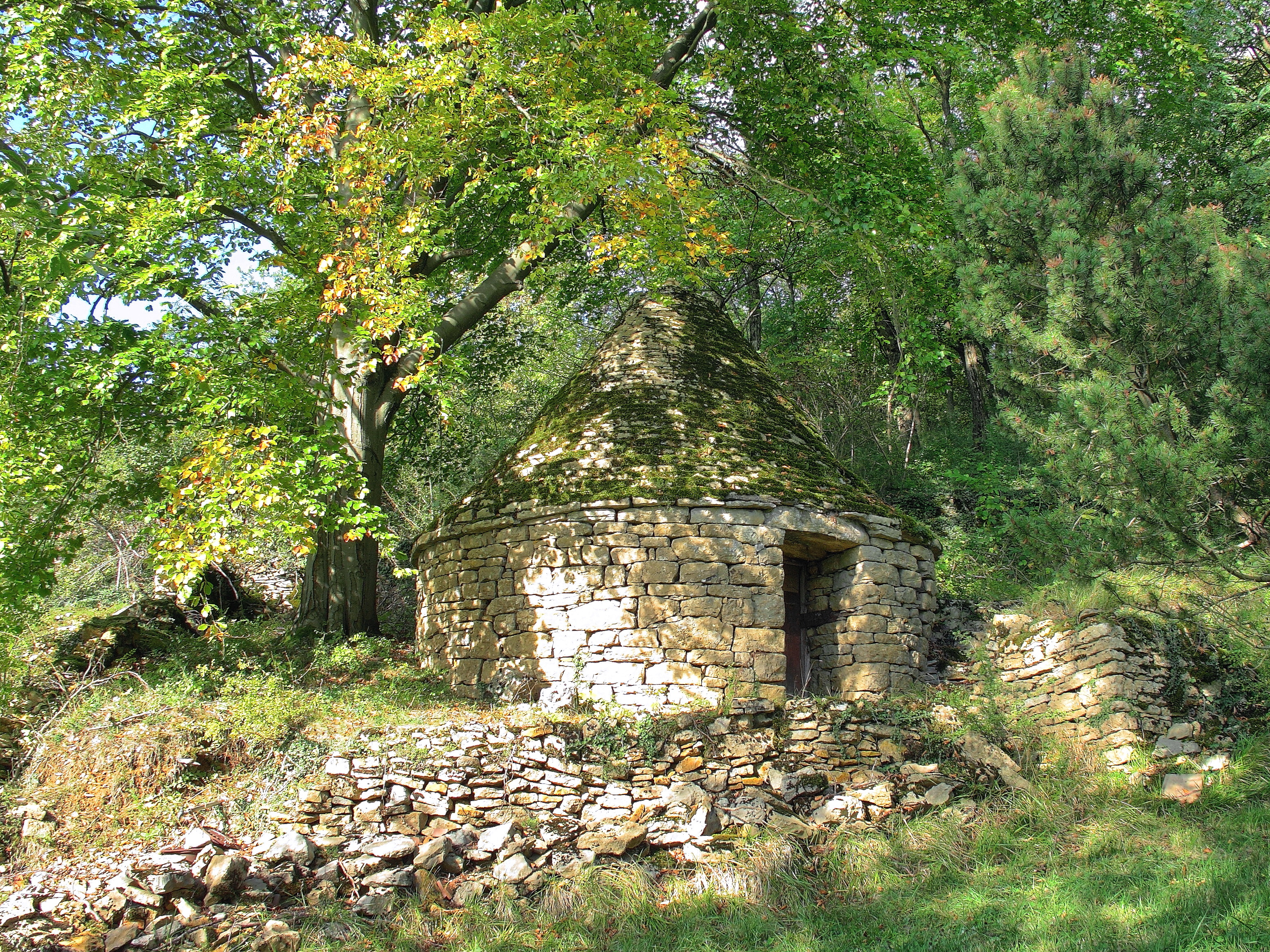
Caborde de Chaudanne
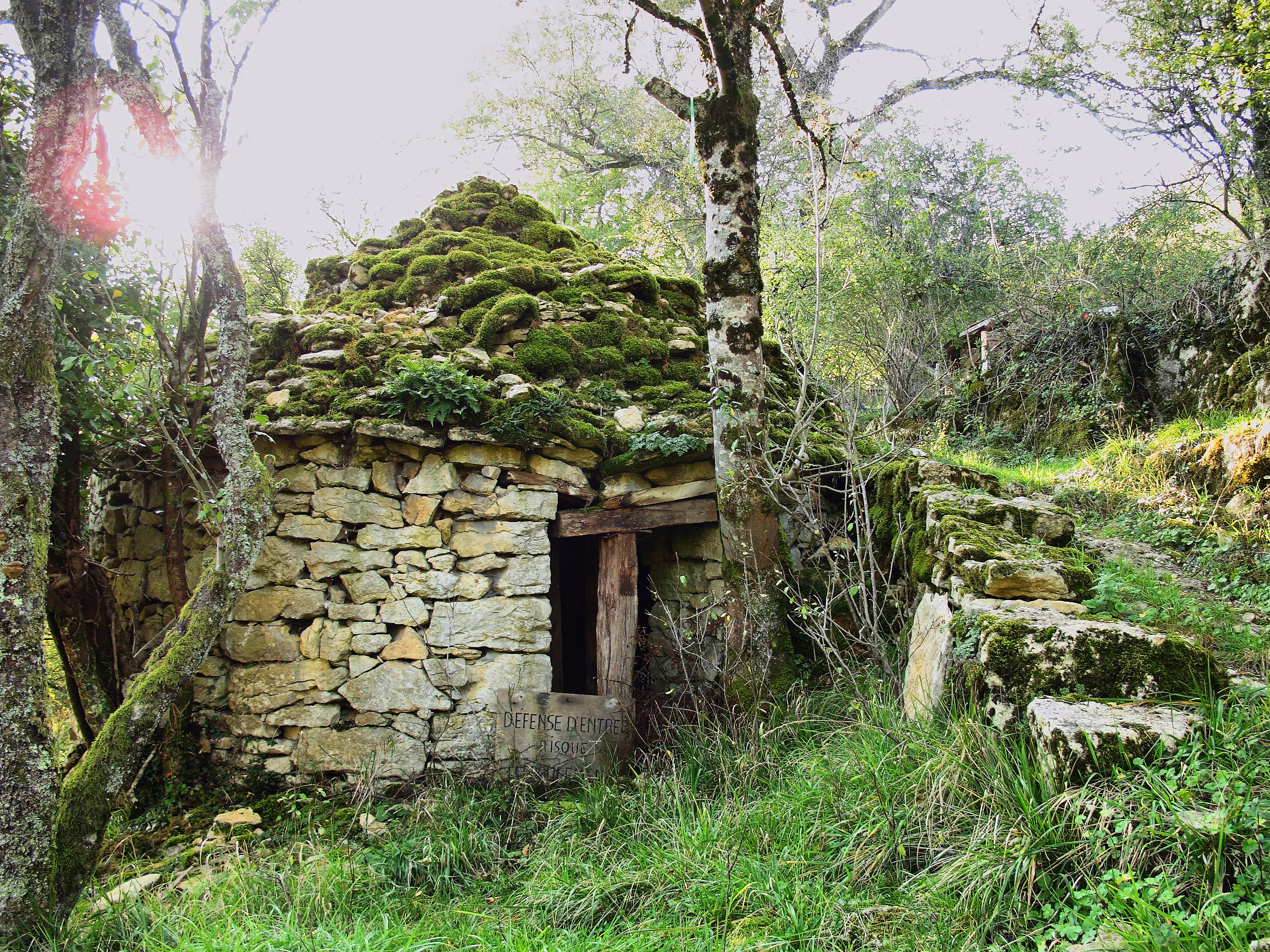
Caborde de Velotte
Caborde de Port Douvot

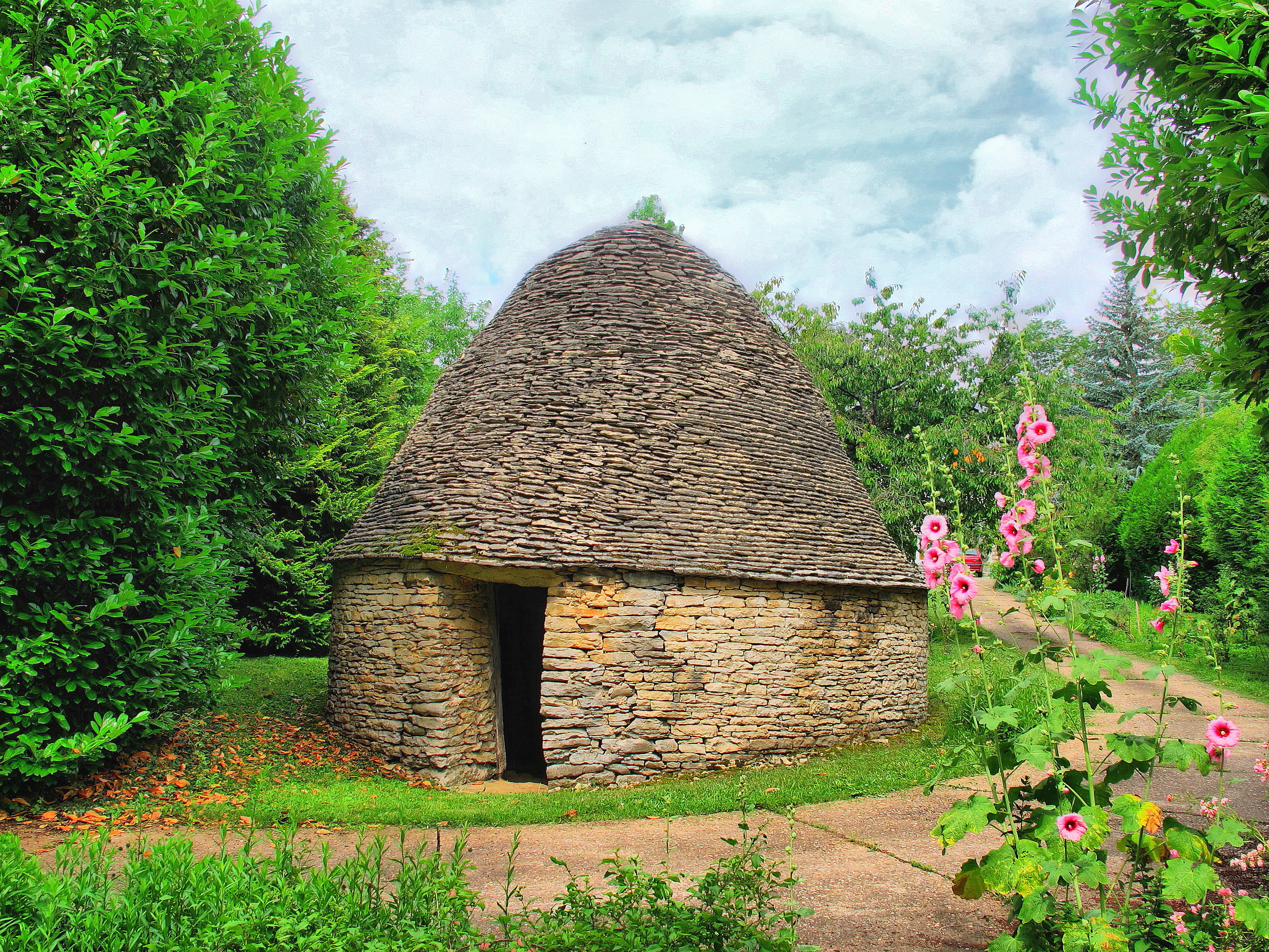
Caborde des Montboucons
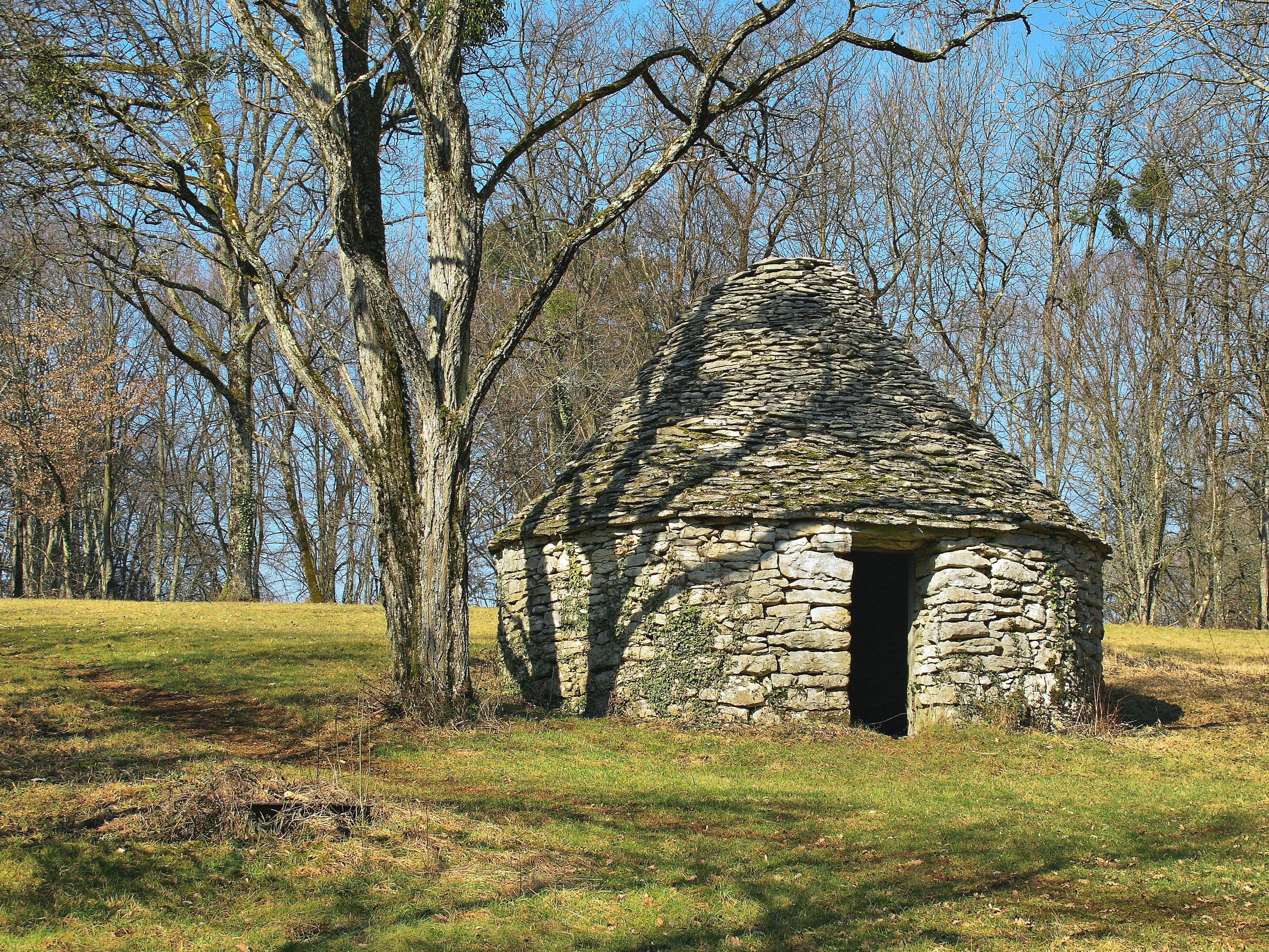
Caborde des Graviers Blancs
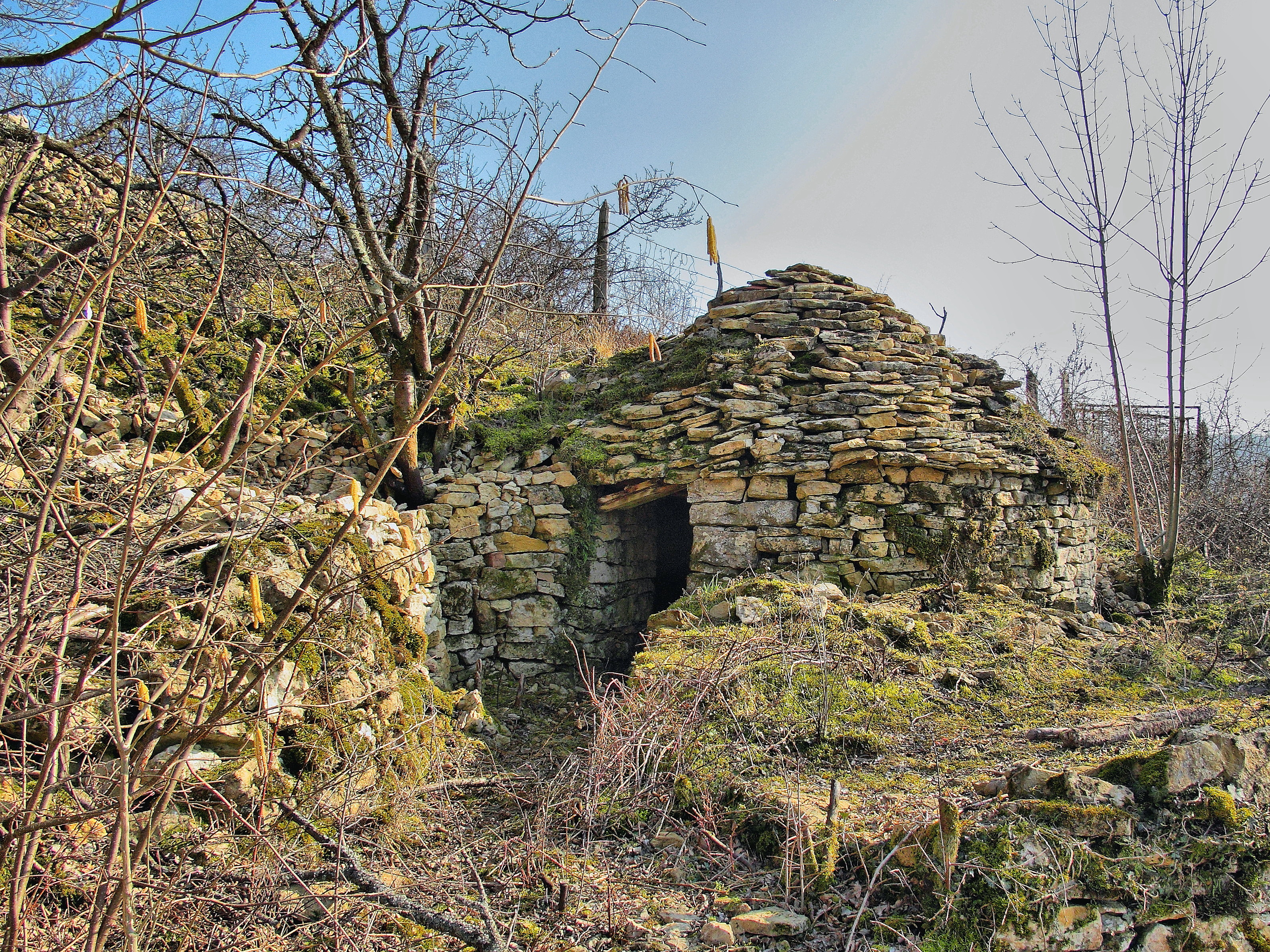
Caborde du Petit Chaudanne
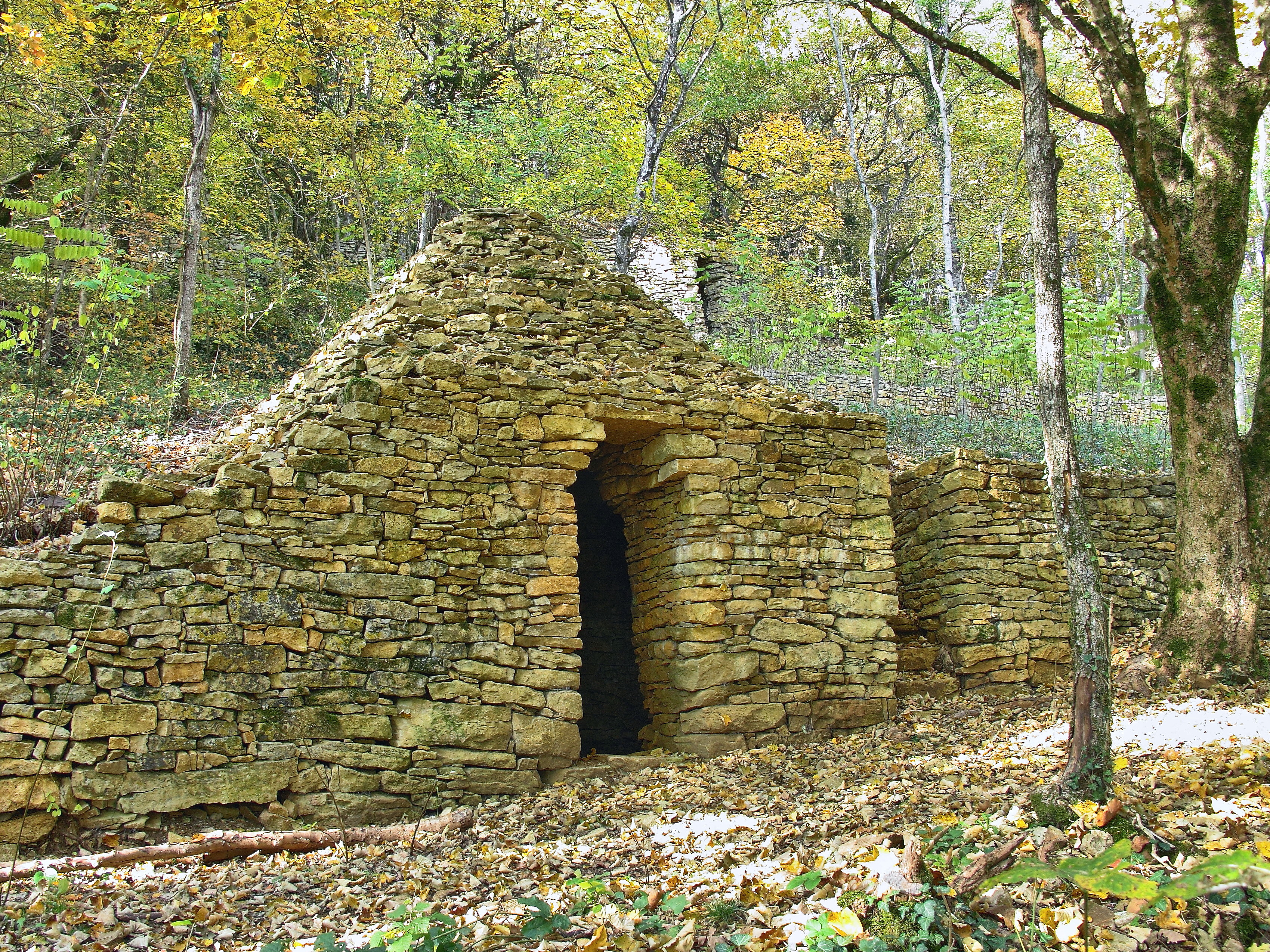
Caborde de Planoise

- Musée de l'église Sainte-Madeleine de Besançon (église Sainte-Madeleine de Besançon, du quartier Battant de Besançon)
- Clos Barbisier : ancien clos (petit vignoble clôturé) du quartier Battant de Besançon, baptisé du nom du vigneron Barbizier du XIXe siècle du folklore bisontin (actuel jardin public et roseraie).

### Liens connexes
- Topographie de Besançon
- Vignoble du Jura - Cuisine franc-comtoise
- Liste des monuments historiques de Besançon
- Histoire de Besançon - Chronologie de Besançon - Histoire de la Franche-Comté